# Березайка (селище)
Березайка (рос. Березайка) — селище в Бологовському районі Тверської області Російської Федерації.
Населення становить 2207 осіб. Входить до складу муніципального утворення Березайське сільське поселення.

## Історія
Від 2005 року входить до складу муніципального утворення Березайське сільське поселення.

## Населення
| 1939 | 1959  | 1970  | 1979  | 1989  | 2002  | 2010  |
| ---- | ----- | ----- | ----- | ----- | ----- | ----- |
| 3008 | ↗3579 | ↗3614 | ↘3054 | ↘2793 | ↘2512 | ↘2207 |